# Björn Kircheisen
Björn Kircheisen (ur. 6 sierpnia 1983 w Erlabrunn) – niemiecki kombinator norweski, czterokrotny medalista olimpijski, dwunastokrotny medalista mistrzostw świata i sześciokrotny medalista mistrzostw świata juniorów.

## Kariera
Po raz pierwszy na arenie międzynarodowej Björn Kircheisen pojawił się w 26 sierpnia 2000 roku, kiedy wystartował w trzeciej edycji Letniego Grand Prix w kombinacji norweskiej. Zajął wtedy 70. miejsce w zawodach indywidualnych w Klingenthal. Pół roku później, 25 stycznia 2001 roku w Karpaczu zadebiutował w Pucharze Świata B, zajmując drugie miejsce w zawodach metodą Gundersena. W lutym 2001 roku wystąpił na mistrzostwach świata juniorów w Karpaczu, gdzie wraz z kolegami wywalczył złoty medal w konkursie drużynowym. Zaledwie kilka dni później, 10 lutego 2001 roku w Libercu Kircheisen zadebiutował w Pucharze Świata. Zajął tam 14. miejsce w Gundersenie, zdobywając jednocześnie swoje pierwsze punkty PŚ. W sezonie 2000/2001 wystartował jeszcze dwukrotnie, przy czym punkty zdobył 10 marca w Oslo, gdzie zajął 24. miejsce w sprincie. Dało mu to 50. pozycję w klasyfikacji generalnej.
Pierwszy raz na podium zawodów PŚ stanął już w pierwszym konkursie sezonu 2001/2002. Miało to miejsce 23 listopada 2001 roku w fińskim Kuopio, gdzie zajął drugie miejsce w Gundersenie, ustępując tylko swemu rodakowi, Ronny’emu Ackermannowi. Później na podium stanął jeszcze tylko 11 stycznia 2002 roku w Val di Fiemme, gdzie zajął trzecie miejsce w sprincie. Jeszcze w styczniu tego roku zdobył złote medale w Gundersenie i zawodach drużynowych podczas mistrzostw świata juniorów w Schonach. Bezpośrednio po nich wziął udział w igrzyskach olimpijskich w Salt Lake City, gdzie wraz z Ackermannem, Georgiem Hettichem i Marcelem Höhligiem wywalczył srebrny medal w zawodach drużynowych. Ponadto zajął dziewiąte miejsce w sprincie i piąte w Gundersenie. W klasyfikacji generalnej tego sezonu zajął czternaste miejsce.
Sezon 2002/2003 zaczął od zajęcia trzeciego miejsca w Ruce 29 listopada 2002 roku. Wysoką dyspozycję utrzymywał przez cały sezon, jeszcze pięciokrotnie stawał na podium. Już 6 grudnia w Trondheim Björn po raz pierwszy w karierze wygrał zawody PŚ - był najlepszy w sprincie. Wygrał także dwa kolejne konkursy w Trondheim: 7 grudnia metodą Gundersena i 8 grudnia kolejny sprint. Na podium stanął także 14 grudnia w Harrachovie, gdzie był trzeci w Gundersenie oraz 8 marca w Oslo, gdzie był trzeci w sprincie. W efekcie zajął trzecie miejsce w klasyfikacji generalnej oraz w klasyfikacji sprintu. W lutym 2003 roku zdobył ponadto złote medale we wszystkich zawodach w kombinacji norweskiej rozgrywanych na mistrzostwach świata juniorów w Sollefteå. Kilkanaście dni później wystartował także na mistrzostwach świata w Val di Fiemme, gdzie razem z Ackermannem, Hettichem i Thorstenem Schmittem zdobył srebrny medal w zawodach drużynowych. W swoim najlepszym indywidualnym starcie - sprincie - zajął siódmą pozycję.
W sezonie 2003/2004 przechodził wyraźny kryzys formy - jego najlepszym wynikiem było dziewiąte miejsce w Gundersenie 30 grudnia 2003 roku w Oberhofie. W klasyfikacji końcowej zajął 39. miejsce. Do czołówki powrócił już w sezonie 2004/2005, w którym zajął szóste miejsce. Trzykrotnie stawał na podium: 12 lutego w Pragelato był trzeci w sprincie, 4 marca 2005 roku w Lahti był drugi w sprincie, a dzień później wygrał zawody metodą Gundersena. W lutym wziął udział w mistrzostwach świata w Oberstdorfie, gdzie wspólnie z Haseneyem, Hettichem i Ackermannem zdobył srebrny medal w sztafecie. Ponadto srebro zdobył także w Gundersenie, ulegając Ackermannowi o 1,2 sekundy. W sprincie Kircheisen zajął czwarte miejsce, przegrywając walkę o brązowy medal z Kristianem Hammerem z Norwegii.
Ponownie na trzecim stopniu podium klasyfikacji generalnej Pucharu Świata Niemiec stanął w sezonie 2005/2006. Początkowo Björn osiągał przeciętne wyniki, plasując się często w drugiej lub trzeciej dziesiątce. Pierwszy raz na podium stanął dopiero w drugiej części sezonu, 22 stycznia 2006 roku w Harrachovie, gdzie zajął drugie miejsce w Gundersenie. Był to jeden z ostatnich konkursów PŚ przed igrzyskami olimpijskimi w Turynie. Na igrzyskach tych indywidualnie zajął siódme miejsce zarówno w sprincie jak i Gundersenie. W konkursie drużynowym Niemcy z Kircheisenem w składzie ponownie zdobyli srebrny medal. Po powrocie do rywalizacji pucharowej, 4 marca 2006 roku zajął drugie miejsce w Gundersenie, a dzień później okazał się najlepszy w sprincie. Na mocną końcówkę sezonu złożyły się także czwarte miejsce 11 marca w Oslo i zwycięstwo dzień później, a także drugie miejsce w starcie masowym 18 marca w Sapporo i czwarte w sprincie 19 marca 2006 roku.
Dobrze prezentował się także w sezonach 2006/2007 i 2007/2008. W tym czasie pięciokrotnie zwyciężał w zawodach Pucharu Świata, raz był drugi i raz trzeci. W lutym 2007 roku wystartował na mistrzostwach świata w Sapporo, gdzie swoją medalową kolekcję powiększył o kolejny srebrny medal zdobyty w konkursie drużynowym oraz o brązowy, wywalczony w sprincie, w którym lepsi byli tylko Hannu Manninen z Finlandii oraz Norweg Magnus Moan. W lecie 2007 roku wystąpił w dziesiątej edycji Letniego GP. Na podium stanął raz - 24 sierpnia 2007 roku był drugi w Klingenthal. Był także dwukrotnie czwarty i raz dziesiąty, co pozwoliło zająć mu trzecie miejsce w klasyfikacji końcowej cyklu.
Rywalizację w sezonie 2008/2009 zaczął od dwóch słabszych występów w Ruce. Pierwszego dnia, 29 listopada zajął 23. miejsce w Gundersenie, a drugiego dnia w tej samej konkurencji uplasował się sześć pozycji niżej. W pozostałych startach pucharowych prezentował się już tylko lepiej. Ośmiokrotnie stawał na podium. Już 7 grudnia w Trondheim zajął drugie miejsce w Gundersenie, wynik ten powtórzył 20 grudnia w Ramsau, a dzień później wygrał. W Schonach 4 stycznia był trzeci, a sześć dni później w Val di Fiemme był najlepszy w starcie masowym. Do końca stycznia jeszcze trzykrotnie zajmował miejsce na podium: 13 stycznia w Whistler był trzeci, a dzień później drugi w Gundersenie, trzeci był także 31 stycznia w Chaux-Neuve w tej samej konkurencji. Mistrzostwa świata w Libercu w 2009 roku zaczął od zajęcia 26. miejsca w starcie masowym. Niepowodzeniem zakończył się także start Kircheisena w Gundersenie na normalnej skoczni - zajął tam dopiero 45. miejsce. Razem z Ackermannem, Erikiem Frenzlem i Tino Edelmannem zdobył srebrny medal w drużynie. W ostatnim starcie tych mistrzostw, w zawodach metodą Gundersena na dużej skoczni, gdzie był drugi za Billem Demongiem ze Stanów Zjednoczonych. Sezon zakończył na czwartej pozycji w klasyfikacji generalnej.
W sezonach 2009/2010 i 2010/2011 spisywał się nieco słabiej, zajmując odpowiednio dziesiąte i siódme miejsce w klasyfikacji końcowej. W tym czasie czterokrotnie stawał na podium, wygrywając dwa konkursy: 20 grudnia 2009 roku w Ramsau i 11 marca 2011 roku w Lahti był najlepszy w Gundersenie. Na igrzyskach olimpijskich w Vancouver indywidualnie plasował się w okolicach 20. pozycji. Za to w zawodach drużynowych Niemcy w składzie: Johannes Rydzek, Tino Edelmann, Eric Frenzel i Björn Kircheisen zdobyli brązowy medal. Rok później, podczas mistrzostw świata w Oslo Niemcy w tym samym składzie zdobyli srebrne medale na normalnej i dużej skoczni. W indywidualnych startach Björn zajął 28. miejsce w Gundersenie na normalnej skoczni, a na dużej nie wystartował, chociaż został zgłoszony do zawodów. W lecie 2011 roku startował w czternastej edycji Letniego GP. Trzykrotnie plasował się na podium, z czego dwa razy był drugi i raz trzeci. W efekcie cykl zakończył na drugim miejscu w klasyfikacji końcowej.
W lutym w 2013 roku brał udział w mistrzostwach świata w Val di Fiemme, gdzie na normalnej skoczni zdobył brązowy medal. W zawodach tych wyprzedzili go jedynie Francuz Jason Lamy Chappuis oraz Austriak Mario Stecher. Na dużej skoczni był czternasty, a w sztafecie Niemcy zajęli szóste miejsce. Były to pierwsze od 12 lat mistrzostwa świata, na który reprezentacja Niemiec nie zdobyła medalu w zawodach drużynowych. Na rozgrywanych rok później igrzyskach olimpijskich w Soczi wspólnie z Fabianem Rießle, Johannesem Rydzekiem i Erikiem Frenzelem zdobył srebrny medal w drużynie. Indywidualnie wystąpił tylko w konkursie na dużej skoczni, gdzie był czwarty, przegrywając walkę o medal z Fabianem Rießle o 0,5 sekundy. Na mistrzostwach świata w Falun w 2015 roku brał udział tylko w Gundersenie na dużej skoczni gdzie zajął 23 pozycję.
W marcu 2018 zakończył karierę sportową i został trenerem kombinacji norweskiej.

## Osiągnięcia

### Igrzyska olimpijskie
| Miejsce | Dzień     | Rok  | Miejscowość    | Konkurencja           | Wynik zwycięzcy | Strata  | Zwycięzca           |
| ------- | --------- | ---- | -------------- | --------------------- | --------------- | ------- | ------------------- |
| 18.     | 9 lutego  | 2002 | Salt Lake City | Gundersen K-90/15 km  | 39:11,7         | +1:44,2 | Samppa Lajunen      |
| 2.      | 14 lutego | 2002 | Salt Lake City | Sztafeta K-90/4x5 km  | 48:42,2         | +7,5    | Finlandia           |
| 9.      | 21 lutego | 2002 | Salt Lake City | Sprint K-120/7,5 km   | 16:40,1         | +1:05,1 | Samppa Lajunen      |
| 7.      | 11 lutego | 2006 | Pragelato      | Gundersen HS106/15 km | 39:44,6         | +1:10,5 | Georg Hettich       |
| 2.      | 15 lutego | 2006 | Pragelato      | Sztafeta HS134/4x5 km | 49:52,6         | +15,3   | Austria             |
| 7.      | 21 lutego | 2006 | Pragelato      | Sprint HS134/7,5 km   | 18:29,0         | +36,7   | Felix Gottwald      |
| 22.     | 14 lutego | 2010 | Vancouver      | Gundersen HS106/10 km | 25:47,1         | +1:22,2 | Jason Lamy Chappuis |
| 3.      | 23 lutego | 2010 | Vancouver      | Sztafeta HS140/4x5 km | 49:31,6         | +19,5   | Austria             |
| 20.     | 25 lutego | 2010 | Vancouver      | Gundersen HS140/10 km | 25:32,9         | +2:13,6 | Bill Demong         |
| 4.      | 18 lutego | 2014 | Soczi          | Gundersen HS140/10 km | 22:45,5         | +2,1    | Jørgen Graabak      |
| 2.      | 21 lutego | 2014 | Soczi          | Sztafeta HS140/4x5 km | 47:13,5         | +0,3    | Norwegia            |

### Mistrzostwa świata
| Miejsce | Dzień     | Rok  | Miejscowość   | Konkurencja              | Wynik zwycięzcy | Strata    | Zwycięzca           |
| ------- | --------- | ---- | ------------- | ------------------------ | --------------- | --------- | ------------------- |
| 7.      | 21 lutego | 2003 | Val di Fiemme | Gundersen K95/15 km      | 37:54,2         | +1:56,3   | Ronny Ackermann     |
| 2.      | 24 lutego | 2003 | Val di Fiemme | Sztafeta K95/4x5 km      | 47:23,9         | +12,6     | Austria             |
| 17.     | 28 lutego | 2003 | Val di Fiemme | Sprint K120/7,5 km       | 18:47,8         | +1:23,6   | Johnny Spillane     |
| 2.      | 18 lutego | 2005 | Oberstdorf    | Gundersen HS100/15 km    | 38:56,2         | +1,4      | Ronny Ackermann     |
| 2.      | 23 lutego | 2005 | Oberstdorf    | Sztafeta HS137/4x5 km    | 49:45,5         | +7,1      | Norwegia            |
| 4.      | 27 lutego | 2005 | Oberstdorf    | Sprint HS137/7,5 km      | 20:15,6         | +43,0     | Ronny Ackermann     |
| 3.      | 23 lutego | 2007 | Sapporo       | Sprint HS134/7,5 km      | 17:40,2         | +29,5     | Hannu Manninen      |
| 2.      | 25 lutego | 2007 | Sapporo       | Sztafeta HS134/4x5 km    | 49:14,9         | +28,4     | Finlandia           |
| 7.      | 3 marca   | 2007 | Sapporo       | Gundersen HS100/15 km    | 38:35,6         | +1:16,7   | Ronny Ackermann     |
| 26.     | 20 lutego | 2009 | Liberec       | Start masowy HS100/10 km | 276,0 pkt       | -54,5 pkt | Todd Lodwick        |
| 45.     | 22 lutego | 2009 | Liberec       | Gundersen HS100/10 km    | 24:22,3         | +5:05,3   | Todd Lodwick        |
| 2.      | 26 lutego | 2009 | Liberec       | Sztafeta HS134/4x5 km    | 48:32,3         | +1,0      | Japonia             |
| 2.      | 28 lutego | 2009 | Liberec       | Gundersen HS134/10 km    | 23:36,6         | +12,8     | Bill Demong         |
| 28.     | 26 lutego | 2011 | Oslo          | Gundersen HS106/10 km    | 25:19,2         | +2:19,2   | Eric Frenzel        |
| 2.      | 28 lutego | 2011 | Oslo          | Sztafeta HS106/4x5 km    | 48:07,8         | +0,4      | Austria             |
| DNS     | 2 marca   | 2011 | Oslo          | Gundersen HS134/10 km    | 25:31,6         | -         | Jason Lamy Chappuis |
| 2.      | 4 marca   | 2011 | Oslo          | Sztafeta HS134/4x5 km    | 48:07,8         | +0,1      | Austria             |
| 3.      | 22 lutego | 2013 | Val di Fiemme | Gundersen HS106/10 km    | 29:13,2         | +0,3      | Jason Lamy Chappuis |
| 6.      | 24 lutego | 2013 | Val di Fiemme | Sztafeta HS106/4x5 km    | 57:34,0         | +1:07,6   | Francja             |
| 14.     | 28 lutego | 2013 | Val di Fiemme | Gundersen HS134/10 km    | 27:22,8         | +1:24,5   | Eric Frenzel        |
| 23.     | 26 lutego | 2015 | Falun         | Gundersen HS134/10 km    | 22:45,8         | +1:31,7   | Bernhard Gruber     |
| 3.      | 24 lutego | 2017 | Lahti         | Gundersen HS100/10 km    | 26:19,6         | +30,0     | Johannes Rydzek     |
| 1.      | 26 lutego | 2017 | Lahti         | Sztafeta HS100/4x5 km    | 47:57,3         | -         | -                   |
| 16.     | 1 marca   | 2017 | Lahti         | Gundersen HS130/10 km    | 26:41,6         | +1:41,8   | Johannes Rydzek     |

### Mistrzostwa świata juniorów
| Miejsce | Dzień       | Rok  | Miejscowość | Konkurencja          | Wynik zwycięzcy | Strata  | Zwycięzca          |
| ------- | ----------- | ---- | ----------- | -------------------- | --------------- | ------- | ------------------ |
| 6.      | 31 stycznia | 2001 | Karpacz     | Sprint K-90/5 km     | 14:07,7         | +50,9   | David Kreiner      |
| 5.      | 1 lutego    | 2001 | Karpacz     | Gundersen K90/10 km  | 29:35,7         | +1:13,4 | Norihito Kobayashi |
| 1.      | 3 lutego    | 2001 | Karpacz     | Sztafeta K85/4x5 km  | 658,0 pkt       | -       | -                  |
| 1.      | 23 stycznia | 2002 | Schonach    | Gundersen K90/10 km  | 30:54,2         | -       | -                  |
| 1.      | 25 stycznia | 2002 | Schonach    | Sztafeta K90/4x5 km  | 844,0 pkt       | -       | -                  |
| 1.      | 5 lutego    | 2003 | Sollefteå   | Gundersen K107/10 km | 31:43,2         | -       | -                  |
| 1.      | 7 lutego    | 2003 | Sollefteå   | Sztafeta K107/4x5 km | 58.41,8         | -       | -                  |
| 1.      | 9 lutego    | 2003 | Sollefteå   | Sprint K107/5 km     | 14:02,6         | -       | -                  |

### Puchar Świata

#### Miejsca w klasyfikacji generalnej
- sezon 2000/2001: 50.
- sezon 2001/2002: 14.
- sezon 2002/2003: 3.
- sezon 2003/2004: 39.
- sezon 2004/2005: 6.
- sezon 2005/2006: 3.
- sezon 2006/2007: 6.
- sezon 2007/2008: 8.
- sezon 2008/2009: 4.
- sezon 2009/2010: 10.
- sezon 2010/2011: 7.
- sezon 2011/2012: 5.
- sezon 2012/2013: 11.
- sezon 2013/2014: 12.
- sezon 2014/2015: 23.
- sezon 2015/2016: 27.
- sezon 2016/2017: 5.
- sezon 2017/2018: 23.

#### Miejsca na podium w zawodach
| Nr  | Data              | Miejscowość   | Konkurencja                   | Wynik zwycięzcy | Pozycja | Strata    | Zwycięzca           |
| --- | ----------------- | ------------- | ----------------------------- | --------------- | ------- | --------- | ------------------- |
| 1.  | 23 listopada 2001 | Kuopio        | Gundersen K120/15 km          | 42:44,0 min     | 2.      | +33,3 s   | Ronny Ackermann     |
| 2.  | 11 stycznia 2002  | Val di Fiemme | Sprint K120/7,5 km            | 16:48,1 min     | 2.      | +54,3 s   | Felix Gottwald      |
| 3.  | 29 listopada 2002 | Ruka          | Sprint K120/7,5 km            | 22:21,5 min     | 3.      | +16,8 s   | Hannu Manninen      |
| 4.  | 6 grudnia 2002    | Trondheim     | Sprint K120/7,5 km            | 18:17,7 min     | 1.      | -         | -                   |
| 5.  | 7 grudnia 2002    | Trondheim     | Gundersen K120/15 km          | 35:33,0 min     | 1.      | -         | -                   |
| 6.  | 8 grudnia 2002    | Trondheim     | Sprint K120/7,5 km            | 18:45,5 min     | 1.      | -         | -                   |
| 7.  | 14 grudnia 2002   | Harrachov     | Gundersen K90/15 km           | 34:40,0 min     | 3.      | +46,9 s   | Samppa Lajunen      |
| 8.  | 8 marca 2003      | Oslo          | Sprint K115/7,5 km            | 19:05,5 min     | 3.      | +42,8 s   | Felix Gottwald      |
| 9.  | 12 lutego 2005    | Pragelato     | Sprint HS140/7,5 km           | 21:28,3 min     | 3.      | +13,3 s   | Felix Gottwald      |
| 10. | 4 marca 2005      | Lahti         | Sprint HS130/7,5 km           | 19:06,2 min     | 2.      | +2,5 s    | Hannu Manninen      |
| 11. | 6 marca 2005      | Lahti         | Gundersen HS130/15 km         | 40:45,0 min     | 1.      | -         | -                   |
| 12. | 22 stycznia 2006  | Harrachov     | Gundersen HS100/15 km         | 39:57,7 min     | 2.      | +47,1 s   | Hannu Manninen      |
| 13. | 4 marca 2006      | Lahti         | Gundersen HS130/15 km         | 42:52,8 min     | 2.      | +39,3 s   | Magnus Moan         |
| 14. | 5 marca 2006      | Lahti         | Sprint HS130/7,5 km           | 20:33,0 min     | 1.      | -         | -                   |
| 15. | 12 marca 2006     | Oslo          | Sprint HS128/7,5 km           | 18:55,1 min     | 1.      | -         | -                   |
| 16. | 18 marca 2006     | Sapporo       | Start masowy HS134/10 km      | 247,1 pkt       | 2.      | -8,0 pkt  | Hannu Manninen      |
| 17. | 3 lutego 2007     | Zakopane      | Start masowy HS134/10 km      | 239,4 pkt       | 3.      | -17,8 pkt | Hannu Manninen      |
| 18. | 4 lutego 2007     | Zakopane      | Sprint HS134/7,5 km           | 20:14,3 min     | 1.      | -         | -                   |
| 19. | 10 marca 2007     | Lahti         | Sprint HS130/7,5 km           | 18:58,7 min     | 1.      | -         | -                   |
| 20. | 1 grudnia 2007    | Ruka          | Sprint HS134/7,5 km           | 19:05,8 min     | 1.      | -         | -                   |
| 21. | 8 grudnia 2007    | Trondheim     | Gundersen HS131/15 km         | 38:54,9 min     | 2.      | +0,7 s    | Bill Demong         |
| 22. | 15 grudnia 2007   | Ramsau        | Start masowy HS98/10 km       | 265,0 pkt       | 1.      | -         | -                   |
| 23. | 16 grudnia 2007   | Ramsau        | Sprint huraganowy HS98/7,5 km | 17:32,6 min     | 1.      | -         | -                   |
| 24. | 7 grudnia 2008    | Trondheim     | Gundersen HS140/10 km         | 24:41,9 min     | 2.      | +25,9 s   | Anssi Koivuranta    |
| 25. | 20 grudnia 2008   | Ramsau        | Gundersen HS98/10 km          | 25:59,4 min     | 2.      | +28,3 s   | Bill Demong         |
| 26. | 21 grudnia 2008   | Ramsau        | Gundersen HS98/10 km          | 23:43,3 min     | 1.      | -         | -                   |
| 27. | 4 stycznia 2009   | Schonach      | Gundersen HS96/10 km          | 22:15,4 min     | 3.      | +7,1 s    | Anssi Koivuranta    |
| 28. | 10 stycznia 2009  | Val di Fiemme | Start masowy HS134/10 km      | 258,5 pkt       | 1.      | -         | -                   |
| 29. | 16 stycznia 2009  | Whistler      | Gundersen HS140/10 km         | 25:07,9 min     | 3.      | +32,3 s   | Bill Demong         |
| 30. | 17 stycznia 2009  | Whistler      | Gundersen HS140/10 km         | 25:18,7 min     | 2.      | +0,4 s    | Magnus Moan         |
| 31. | 31 stycznia 2009  | Chaux-Neuve   | Gundersen HS100/10 km         | 26:06,8 min     | 3.      | +32,9 s   | Magnus Moan         |
| 32. | 17 stycznia 2009  | Ramsau        | Gundersen HS98/10 km          | 23:29,7 min     | 1.      | -         | -                   |
| 33. | 3 stycznia 2010   | Oberhof       | Gundersen HS140/10 km         | 28:13,3 min     | 3.      | +39,1 s   | Johnny Spillane     |
| 34. | 18 grudnia 2010   | Ramsau        | Gundersen HS98/10 km          | 25:46,4 min     | 2.      | +0,9 s    | Mario Stecher       |
| 35. | 11 marca 2011     | Lahti         | Gundersen HS130/10 km         | 25:28,6 min     | 1.      | -         | -                   |
| 36. | 4 grudnia 2011    | Lillehammer   | Penalty Race HS138/10 km      | 28:38,5 min     | 3.      | +20,6 s   | Eric Frenzel        |
| 37. | 8 stycznia 2012   | Oberstdorf    | Gundersen HS137/10 km         | 26:06,5 min     | 3.      | +1,2 s    | Mikko Kokslien      |
| 38. | 3 lutego 2012     | Val di Fiemme | Penalty Race HS134/10 km      | 26:58,6 min     | 2.      | +5,3 s    | Jason Lamy Chappuis |
| 39. | 11 lutego 2012    | Ałmaty        | Gundersen HS140/10 km         | 25:12,7 min     | 2.      | +6,9 s    | Mikko Kokslien      |
| 40. | 9 lutego 2013     | Ałmaty        | Gundersen HS140/10 km         | 25:09,6 min     | 1.      | -         | -                   |
| 41. | 4 stycznia 2014   | Czajkowskij   | Gundersen HS106/10 km         | 27:44,9 min     | 2.      | +5,7 s    | Tim Hug             |
| 42. | 5 stycznia 2014   | Czajkowskij   | Gundersen HS140/10 km         | 26:11,0 min     | 2.      | +22,4 s   | Wilhelm Denifl      |
| 43. | 4 grudnia 2016    | Lillehammer   | Gundersen HS138/10 km         | 25:13,6 min     | 2.      | +10,8 s   | Eric Frenzel        |
| 44. | 10 lutego 2017    | Sapporo       | Gundersen HS134/10 km         | 25:59,3 min     | 1.      | -         | -                   |
| 45. | 11 marca 2017     | Oslo          | Gundersen HS134/10 km         | 23:48,8 min     | 3.      | +14,1 s   | Akito Watabe        |

### Puchar Kontynentalny

#### Miejsca w klasyfikacji generalnej
- sezon 1999/2000: 54.
- sezon 2000/2001: 32.

#### Miejsca na podium w zawodach
| Nr | Data             | Miejscowość | Konkurencja         | Wynik zwycięzcy | Pozycja | Strata | Zwycięzca     |
| -- | ---------------- | ----------- | ------------------- | --------------- | ------- | ------ | ------------- |
| 1. | 25 stycznia 2001 | Karpacz     | Gundersen K90/15 km | ?               | 2.      | ?      | Pavel Churavý |

### Letnie Grand Prix

#### Miejsca w klasyfikacji generalnej
- 2002: 17.
- 2007: 3.
- 2009: 4.
- 2011: 2.
- 2012: 59.
- 2013: 6.
- 2014: 3.
- 2015: 14.
- 2016: 5.
- 2017: (16.)[17]

#### Miejsca na podium w zawodach
| Nr  | Data             | Miejscowość    | Konkurencja              | Wynik zwycięzcy | Pozycja | Strata | Zwycięzca          |
| --- | ---------------- | -------------- | ------------------------ | --------------- | ------- | ------ | ------------------ |
| 1.  | 25 sierpnia 2006 | Oberhof        | Gundersen HS140/15 km    | 33:18,0         | 2.      | +0,7   | Christoph Bieler   |
| 2.  | 27 sierpnia 2006 | Klingenthal    | Start masowy HS140/10 km | 21:59,3         | 1.      | -      | -                  |
| 3.  | 24 sierpnia 2007 | Klingenthal    | Start masowy HS140/10 km | 24:11,9         | 2.      | +31,1  | Eric Frenzel       |
| 4.  | 13 sierpnia 2009 | Oberstdorf     | Gundersen HS137/10 km    | 25:38,2         | 1.      | -      | -                  |
| 5.  | 27 sierpnia 2011 | Oberwiesenthal | Gundersen HS106/10 km    | 27:02,0         | 2.      | +4,6   | Eric Frenzel       |
| 6.  | 2 września 2011  | Oberstdorf     | Gundersen HS137/10 km    | 26:31,7         | 3.      | +13,9  | Eric Frenzel       |
| 7.  | 3 września 2011  | Oberstdorf     | Gundersen HS137/10 km    | 26:32,5         | 2.      | +7,3   | Johannes Rydzek    |
| 8.  | 24 sierpnia 2014 | Oberwiesenthal | Gundersen HS106/10 km    | 27:46,9         | 3.      | +6,8   | Johannes Rydzek    |
| 9.  | 27 sierpnia 2014 | Villach        | Gundersen HS98/10 km     | 22:34,3         | 2.      | +13,1  | Johannes Rydzek    |
| 10. | 29 sierpnia 2014 | Oberstdorf     | Gundersen HS137/10 km    | 27:29,2         | 3.      | +42,3  | Johannes Rydzek    |
| 11. | 28 sierpnia 2016 | Oberwiesenthal | Gundersen HS106/10 km    | 26:43,7         | 3.      | +5,1   | Jarl Magnus Riiber |
| 12. | 2 września 2016  | Oberstdorf     | Gundersen HS137/10 km    | 26:56,7         | 3.      | +34,5  | Jarl Magnus Riiber |